# Rio Jaguaricatu
Rio Jaguaricatu är ett vattendrag i Brasilien.   Det ligger i delstaten Paraná, i den södra delen av landet, 900 km söder om huvudstaden Brasília.
Omgivningarna runt Rio Jaguaricatu är en mosaik av jordbruksmark och naturlig växtlighet. Runt Rio Jaguaricatu är det glesbefolkat, med 19 invånare per kvadratkilometer.